# Vancouver

Metropolia Vancouver

Vancouver – miasto w zachodniej Kanadzie, w prowincji Kolumbia Brytyjska, przy ujściu rzeki Fraser do cieśniny Strait of Georgia (Ocean Spokojny).
Miasto ma 603,5 tys. mieszkańców (spis 2011) i jest ósmym co do wielkości miastem Kanady. Zespół miejski (Greater Vancouver Regional District) ma ponad 2,3 mln mieszkańców (spis 2011) i jest trzecim co do wielkości zespołem miejskim Kanady, po Toronto i Montrealu.
Vancouver rozwinęło się jako miasto spośród wielu innych małych przystani, baz wielorybników i osad drwali zachodniego wybrzeża Kanady. Zadecydowało o tym dogodne położenie portu i poprowadzenie linii kolejowej. Również współcześnie port jest najważniejszym miejscem i sercem całej aglomeracji. Choć miasto nie jest stolicą Kolumbii Brytyjskiej, swoje siedziby ma w nim wiele biur administracji prowincji. W lutym 2010 było gospodarzem XXI Zimowych Igrzysk Olimpijskich.

## Metropolia
Miasto jest trzecią pod względem liczby mieszkańców aglomeracją Kanady; ważniejsze pozostałe miejscowości to:
- Surrey
- Richmond
- Burnaby
- Coquitlam
- Delta
- Północny Vancouver
- Nowy Westminster.

Łącznie mieszka tu prawie 50% ludności prowincji Kolumbii Brytyjskiej. Gęstość zaludnienia aglomeracji wynosi 735,3 os./km² (spis 2006).

## Geografia
Vancouver leży na pacyficznym, zachodnim wybrzeżu Kanady, w południowo-zachodniej części kraju. Jest to największa aglomeracja prowincji Kolumbia Brytyjska. Powstanie miasto zawdzięcza istnieniu dogodnego, naturalnego portu, jakim jest ujście rzeki Fraser do cieśniny Strait of Georgia. To jedno z niewielu tego typu miejsc na trudno dostępnym, górzystym wybrzeżu zachodnim. Miasto, z trzech stron otoczone wodą, sąsiaduje ze stromymi stokami gór wznoszących się na ponad 1500 m n.p.m.

## Klimat
Vancouver ma dość łagodny jak na kanadyjskie warunki klimat. Średnia temperatura stycznia wynosi +3 °C, a lipca +18 °C. Miasto otrzymuje w ciągu roku 1250 mm opadów, z czego większość przypada na okres zimy. Charakterystycznym zjawiskiem pogodowym są gęste, długo utrzymujące się mgły.

## Historia
Pierwszą osadą w okolicy był Fort Langley, założony w 1827. Pierwszym ośrodkiem miejskim – New Westminster, założony w 1859. Początki europejskiego osadnictwa w okolicach dzisiejszego Vancouver przypadają na lata 70. XIX w., kiedy powstała tu niewielka osada Granville. Bodźcem do jej dynamicznego rozwoju była budowa w 1885 r. linii kolejowej Canadian Pacific Railway, która prowadząc pełną kaskad i przeszkód doliną rzeki Fraser, umożliwiała dowóz towarów z ogromnego obszaru kanadyjskiego zachodniego wybrzeża i połączyła Vancouver z odległym Montrealem. Prawa miejskie otrzymał 6 kwietnia 1886. Miało służyć jako główny port Kanady na wybrzeżu Pacyfiku, dzięki ulokowaniu na zachodnim końcu Kolei Transkanadyjskiej. William Cornelius Van Horn dał pomysł nazwania miasta na cześć George Vancouvera, brytyjskiego odkrywcy i badacza otaczającego miasto regionu, który eksplorował w końcu XVIII w.
Koniec XIX w. i początek XX w. to okres najszybszego wzrostu liczby mieszkańców, stało się stutysięcznym miastem już w 1911 r. Drugim okresem dynamicznego wzrostu liczby ludności były lata 30. XX w. Wtedy zwiększyła się ona trzykrotnie. Wzrost demograficzny Vancouver nie był jednak ciągły. Największy spadek liczby mieszkańców zanotowano na początku II wojny światowej.
W 1986 roku z okazji setnej rocznicy istnienia miasta odbyła się wystawa Expo '86.
W dniach 12–28 lutego 2010 miasto było gospodarzem Zimowych Igrzysk Olimpijskich.

## Demografia
Obecnie w Vancouver notuje się systematyczny przyrost liczby mieszkańców. Pomiędzy 1996 a 2001 r. liczba mieszkańców wzrosła o 31 tys., czyli średnio o ok. 6 tys. rocznie. Wzrost ten zawdzięcza przede wszystkim napływowi imigrantów, przybywających zarówno z Kanady, jak i z zagranicy. Dużą ich część stanowią przyjezdni z krajów azjatyckich. Ludność chińskiego pochodzenia miasta stanowiła znaczącą część jego mieszkańców. Jednymi z pierwszych obywateli metropolii byli Chińczycy pracujący przy budowie kolei transkanadyjskiej.
Gęstość zaludnienia jest jedną z najwyższych na całym kontynencie. W 2003 r. wynosiła 4956 osób/km kw. Obecnie – 4758 osoby/km kw.
W 2012 r. aglomeracja Vancouver liczyła 1,8 mln ludności i była trzecim pod względem wielkości populacji miastem w Kanadzie.

### Języki
Liczba mieszkańców Vancouver wynosi 603 502. Język angielski jest językiem ojczystym dla 51,7%, kantoński dla 10,9%, mandaryński dla 4,1%, tagalog dla 3,2%, pendżabski dla 2,6%, wietnamski dla 1,8%, hiszpański dla 1,8%, francuski dla 1,5%, koreański dla 1,4%, japoński dla 1,2%, niemiecki dla 1,1%, perski dla 1,1% mieszkańców (2011).

## Gospodarka
Vancouver jest jednym z najważniejszych ośrodków przemysłowych Kanady. Rozwija się przede wszystkim przemysł drzewny i papierniczy, dla którego zapleczem są rozległe lasy zachodniego wybrzeża. Ponadto kwitnie przemysł spożywczy (m.in. mięsny i młynarski), stoczniowy, metalowy, poligraficzny, odzieżowy i materiałów budowlanych. Dzięki ogromnym zasobom surowców energetycznych, odkrytych w zachodniej Kanadzie, rozwijać się może przemysł chemiczny, rafineryjny (transport ropy naftowej z północy Kanady) i hutnictwo miedzi. W ostatnich latach Vancouver stało się kanadyjskim centrum informatycznym i biotechnologicznym, co jest wynikiem promowania rozwoju nowoczesnych gałęzi gospodarki. Coraz intensywniej działa też tutejszy przemysł filmowy, a Vancouver jest kreowane na kanadyjskie Hollywood.
Obecność dobrze rozwiniętego przemysłu ściąga do miasta kapitał krajowy i zagraniczny. Do jego obsługi swoje siedziby mają tu liczne kanadyjskie i zagraniczne banki i firmy ubezpieczeniowe. Ważne miejsce zajmują firmy eksploatujące lasy i wydobywające surowce mineralne.

### Port
Port dał nie tylko początek miastu, ale zawsze stanowił o jego bogactwie. Początkowo wywożono z niego głównie kanadyjskie zboże, drewno, papier i celulozę. Później znaczącym towarem stały się sole potasowe, odkryte w prowincji Saskatchewan. Sole i nawozy sztuczne wywozi się głównie do USA. Na liście dominujących towarów w porcie Vancouver znajduje się siarka, pozyskiwana w procesie odsiarczania paliw kopalnych. Vancouver jest największym portem wywozowym tego surowca, podobnie jak węgla kamiennego (do 22 mln t rocznie), którego bogate złoża odkryte zostały na zachodnim wybrzeżu. Obecnie we wszystkich terminalach portu przeładowuje się blisko 70 mln t towarów rocznie. Najwięcej statków odpływa stąd do Japonii, Chin i USA. Ponadto u wrót rzeki Fraser działa duży port rzeczny, obsługujący barki i przeładowujący spławiane rzeką drewno.

## Transport

Schemat sieci metra (SkyTrain) w Vancouver

Poza dwiema transkontynentalnymi liniami kolejowymi, w tym jedną wybudowaną jeszcze w XIX w., do miasta prowadzi również transkontynentalna autostrada (Trans-Canada Highway), o długości 7,3 tys. km – jedyna droga tej rangi dochodząca do pacyficznych portów Kanady. W ruchu pasażerskim ważną rolę odgrywają połączenia promowe z wyspą Vancouver, metro (Vancouver Sky Train) oraz port lotniczy. Miasto jest stacją końcową transkontynentalnej Kolei Transkanadyjskiej.

## Architektura
Z uwagi na ograniczoną przestrzeń w Vancouver wciśniętym pomiędzy wybrzeże, rzekę i góry, planuje się wykorzystanie każdej wolnej przestrzeni, niezajętej przez instalacje przemysłowe. Coraz popularniejszy staje się model budynku, w którym dolne piętra zajmują sklepy i biura, a wyższe pomieszczenia mieszkalne. Takie budynki, spełniające najnowocześniejsze standardy, powstały m.in. przy ulicy Broadway i 4. Alei.
W związku z nową polityką urbanistyczną w ostatnich 20 latach zmienił się obraz centrum metropolii. Zostało ono całkowicie zamerykanizowane za sprawą budowy licznych drapaczy chmur. W 2003 r. w metropolii znajdowały się aż 562 budynki mające więcej niż 12 kondygnacji. Żaden budynek w Vancouver nie przekracza pewnych standardów wysokości (najwyższy z nich to 150-metrowy One Wall Center, wybudowany w 2001 r.). Wynika to z polityki władz miejskich, dbających o to, aby nie został zakłócony wizerunek miasta, doskonale wkomponowanego w panoramę gór widocznych na horyzoncie.
Wolno stojące domy jednorodzinne budowane są zazwyczaj na powtórnie zagospodarowanych terenach przemysłowych, mieszkalnych i handlowych. Ich ceny przekraczają jednak znacznie ceny mieszkań w wieżowcach.
W Vancouver znajduje się osiem znaczących mostów, nie licząc dwóch wiszących mostów: Capilano Suspension Bridge i Lynn Canyon. Trzy mosty są przerzucone przez rzekę Fraser, która jest południową granicą Vancouver. Trzy kolejne są przerzucone nad False Creek i łączą centrum Vancouver z pozostałą częścią miasta. Dwa leżą nad zatoką Burrard Inlet i łączą Vancouver z jego północna częścią.
- Lions Gate Bridge
- Golden Ears Bridge(inne języki)

## Edukacja
Ważny ośrodek naukowy – działają liczne szkoły wyższe, instytuty naukowo-badawcze i uniwersytety:
- University of British Columbia
- Simon Fraser University.

## Sport
Kluby
- Vancouver Canucks – klub hokejowy
- Vancouver Giants – klub hokejowy
- Vancouver Ravens – klub lacrosse
- Vancouver Grizzlies – były klub koszykarski, obecnie Memphis Grizzlies
- Rogers Arena – hala sportowa obsługująca kluby
- Vancouver Royals – były klub piłkarski
- Trinity Western Spartans – klub siatkarski w Vancouver, obecnie najlepszy w Ameryce północnej

Imprezy i zawody
- Igrzyska Imperium Brytyjskiego i Wspólnoty Brytyjskiej 1954
- Mistrzostwa Czterech Kontynentów w Łyżwiarstwie Figurowym 2009
- Zimowe Igrzyska Olimpijskie 2010
- Zimowe Igrzyska Paraolimpijskie 2010

## Atrakcje turystyczne

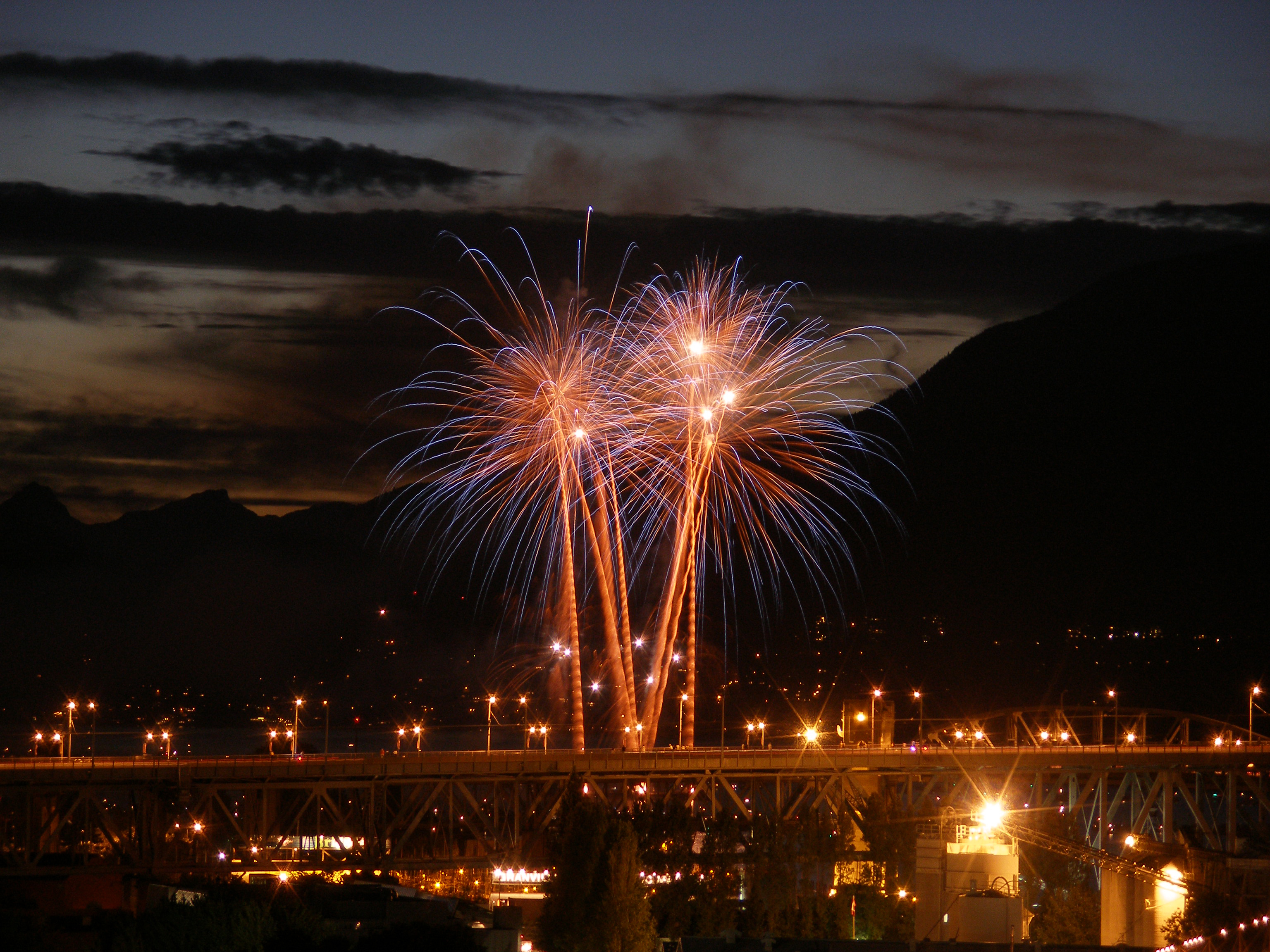
Pokaz fajerwerków w Vancouver

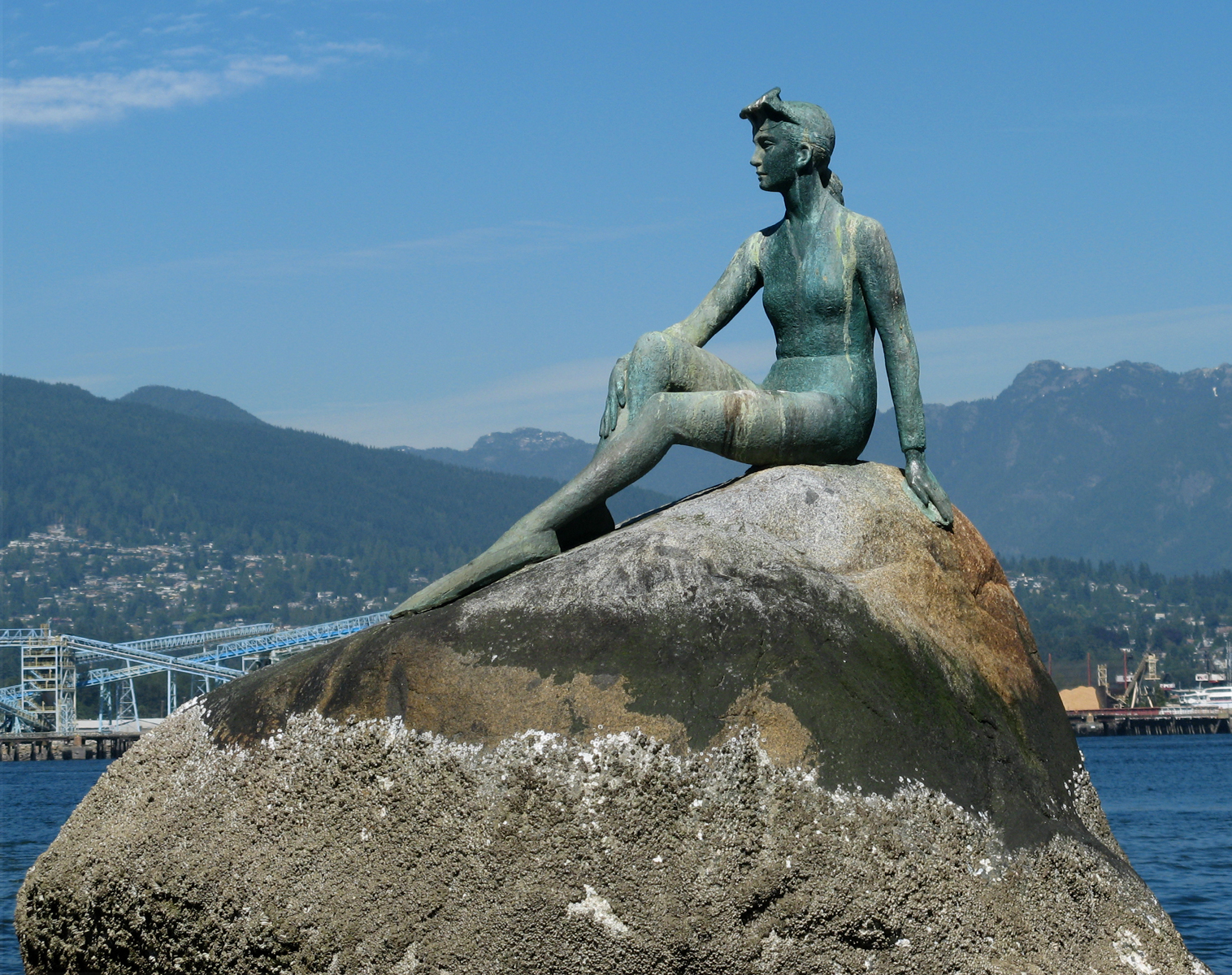
Dziewczyna w skafandrze do nurkowania, dzieło Elek Imredy, podobne do posągu Małej Syrenki w Kopenhadze

W Vancouver znajduje się 180 parków. Najsłynniejszy to Park Stanleya. Zajmuje on skrajnie zachodnią część półwyspu, na którym leży Vancouver. Jest to zarówno ostoja dzikiej przyrody, jak i ulubione miejsce rozrywki i rekreacji mieszkańców. Tu też można podziwiać najpiękniejsze w Kanadzie zachody słońca. Inną atrakcją jest bogata kolekcja totemów. Sztuka tworzenia tych mistycznych rzeźb była szeroko rozpowszechniona wśród Indian zachodniego wybrzeża Ameryki.
Chiński ogród znajduje się w Chinatown i nazywa Dr Sun Yat Sen Classical Garden. Jest to pierwszy autentyczny klasyczny ogród chiński zbudowany poza Chinami i reprezentuje styl dynastii Ming.
W Vancouver znajdują się liczne muzea: Muzeum Antropologii na Uniwersytecie Kolumbii Brytyjskiej, Galeria Sztuki Vancouveru, założona w 1931 r., Muzeum Morskie, Muzeum Vancouver i planetarium, przed którym stoi ciekawa fontanna w kształcie kraba. W mieście i okolicach znajduje się wiele obiektów sportowych, w tym lodowiska, hale sportowe i wyciągi narciarskie.
Co roku nad zatoką English Bay w Vancouver odbywa się pokaz fajerwerków, w którym biorą udział cztery państwa z całego świata. W 2009 r. były to: Kanada, Wielka Brytania, Chiny i RPA.
W 1955 roku otwarto do dziś działający park rozrywki – Playland Vancouver.

## Miasta partnerskie
Miasta partnerskie Vancouver:
- Edynburg, Wielka Brytania
- Kanton, Chińska Republika Ludowa
- Los Angeles, Stany Zjednoczone
- Odessa, Ukraina
- Jokohama, Japonia

## Galeria

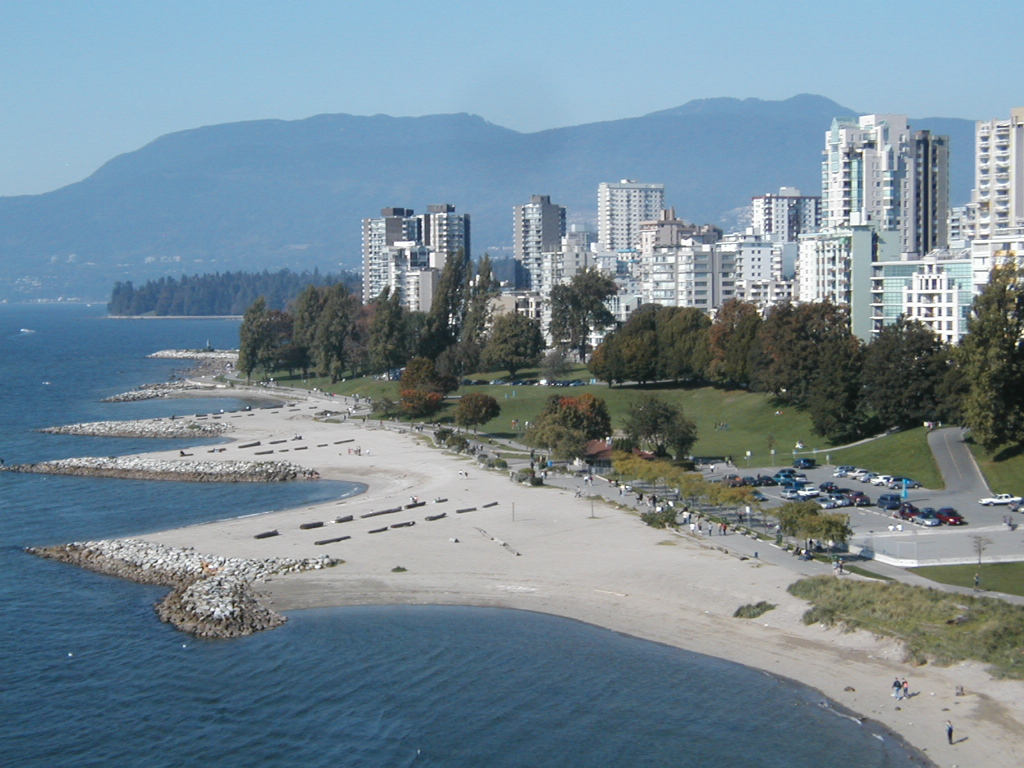
Dzielnica West End, na pierwszym planie plaża First Beach, w głębi skraj Parku Stanleya
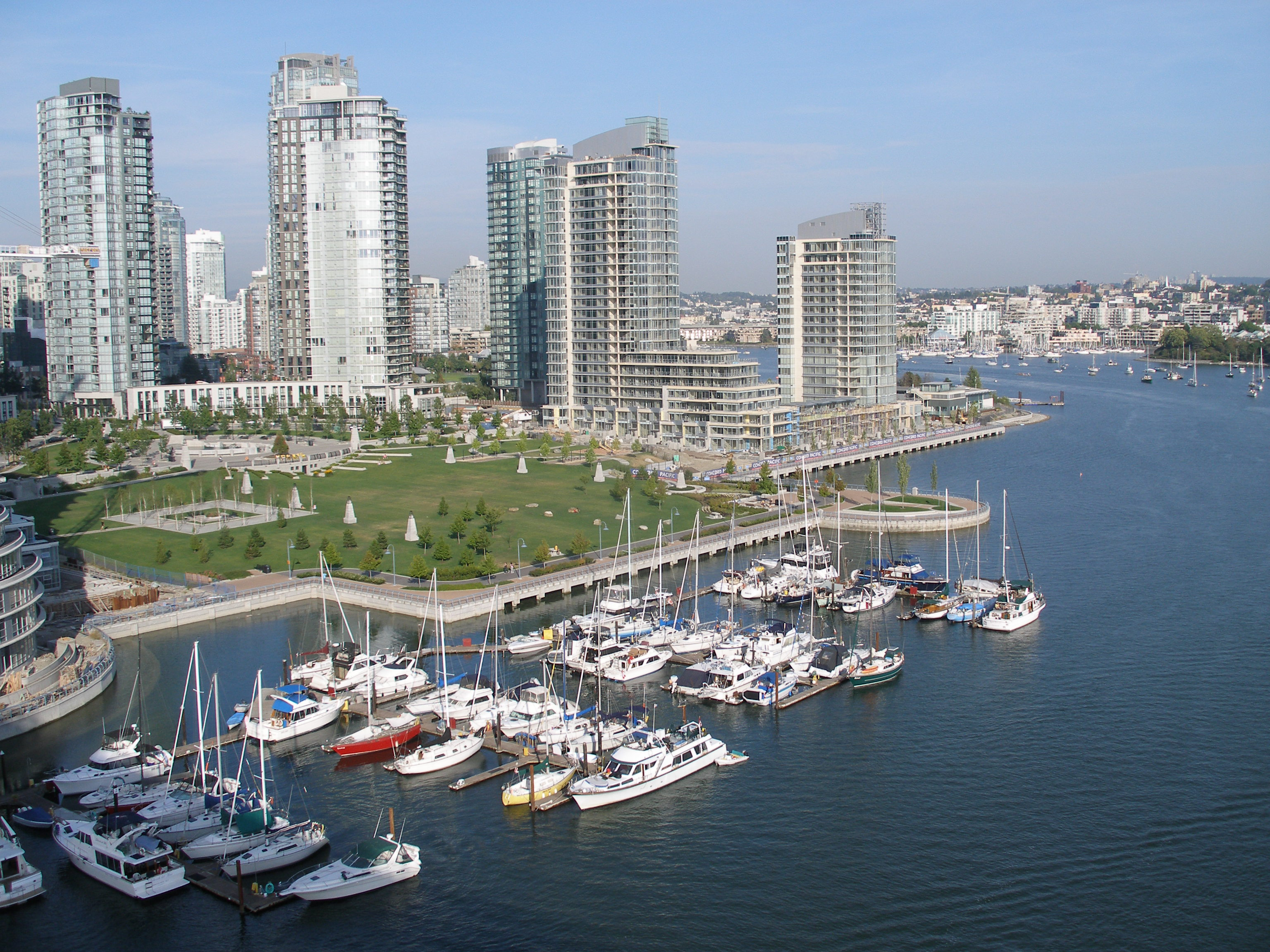
Nowe wieżowce na pd skraju dzielnicy Yaletown, nad zat. False Creek
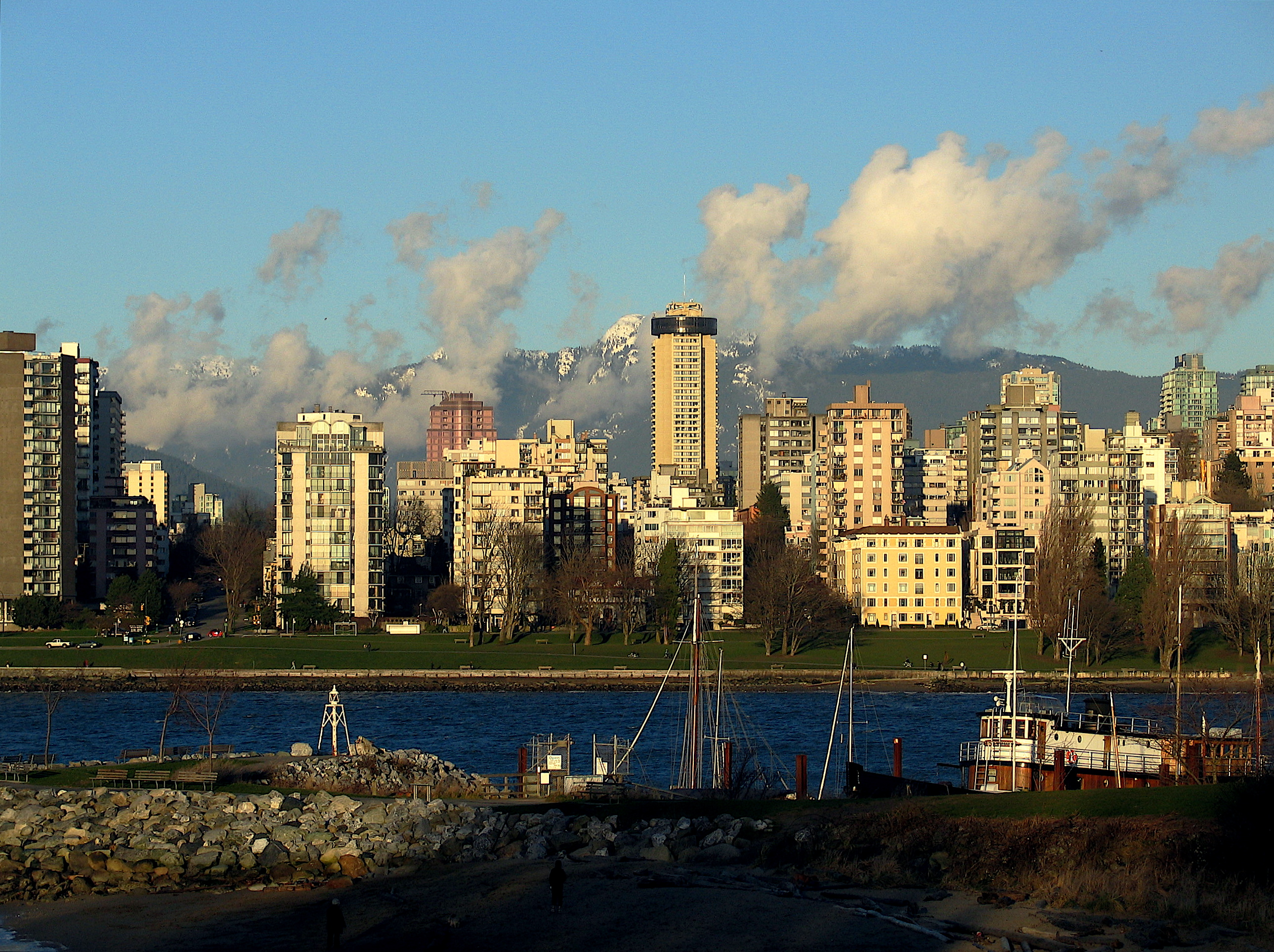
Widok na dzielnicę West End poprzez zat. English Bay
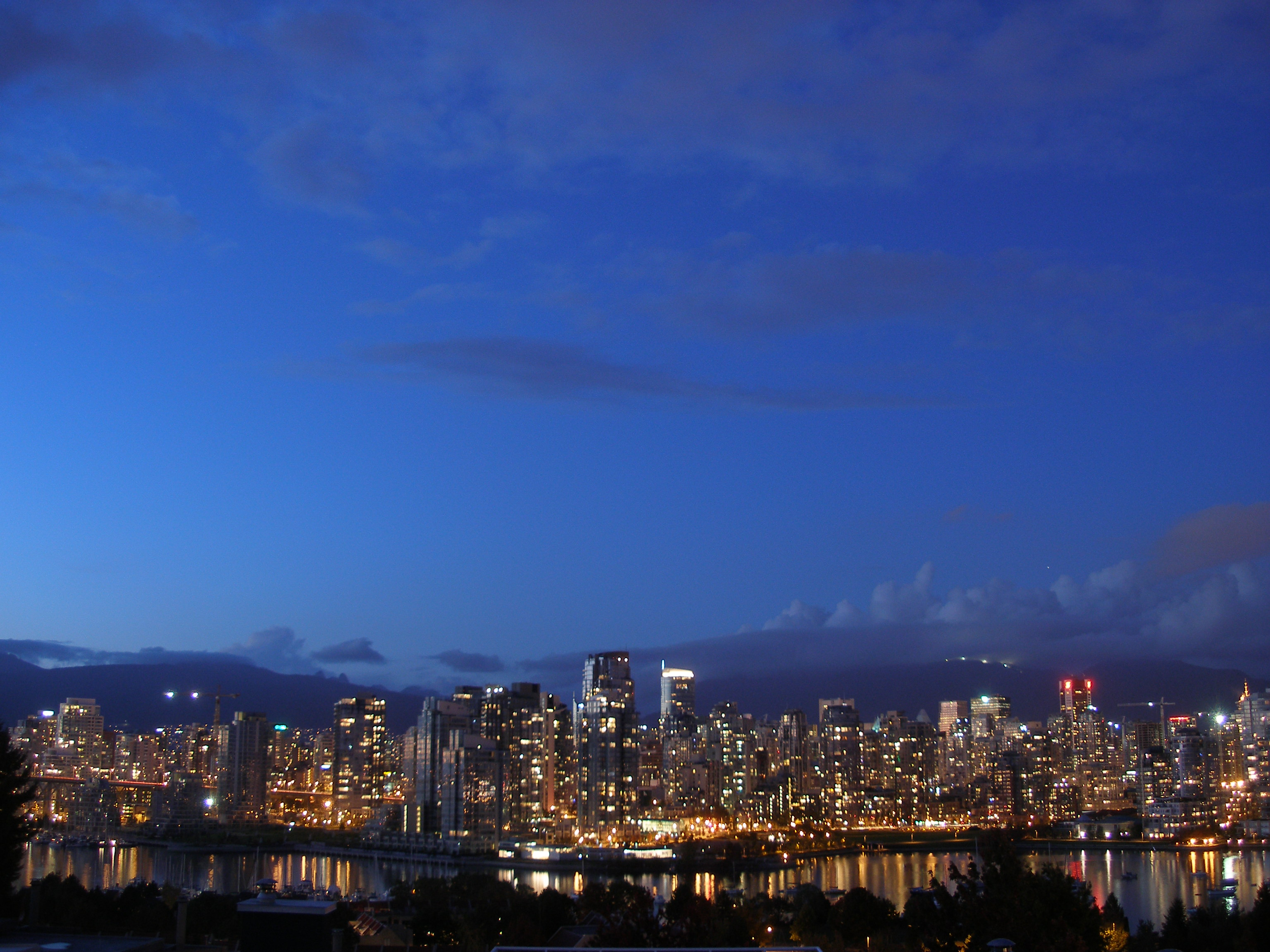
Centrum Vancouver o zmierzchu od strony nowej dzielnicy Yaletown
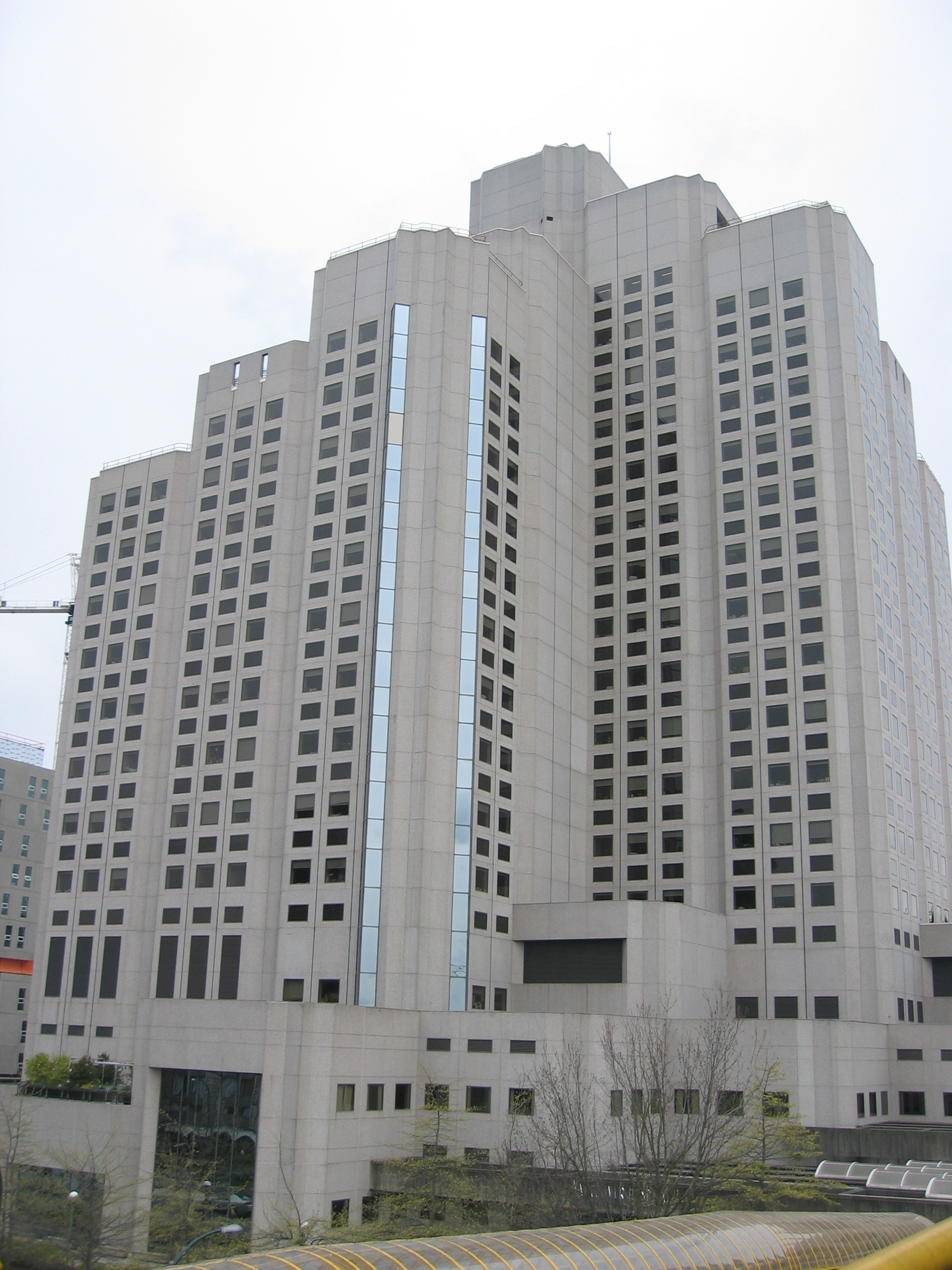
Główny budynek V. General Hospital, centralnego szpitala miasta
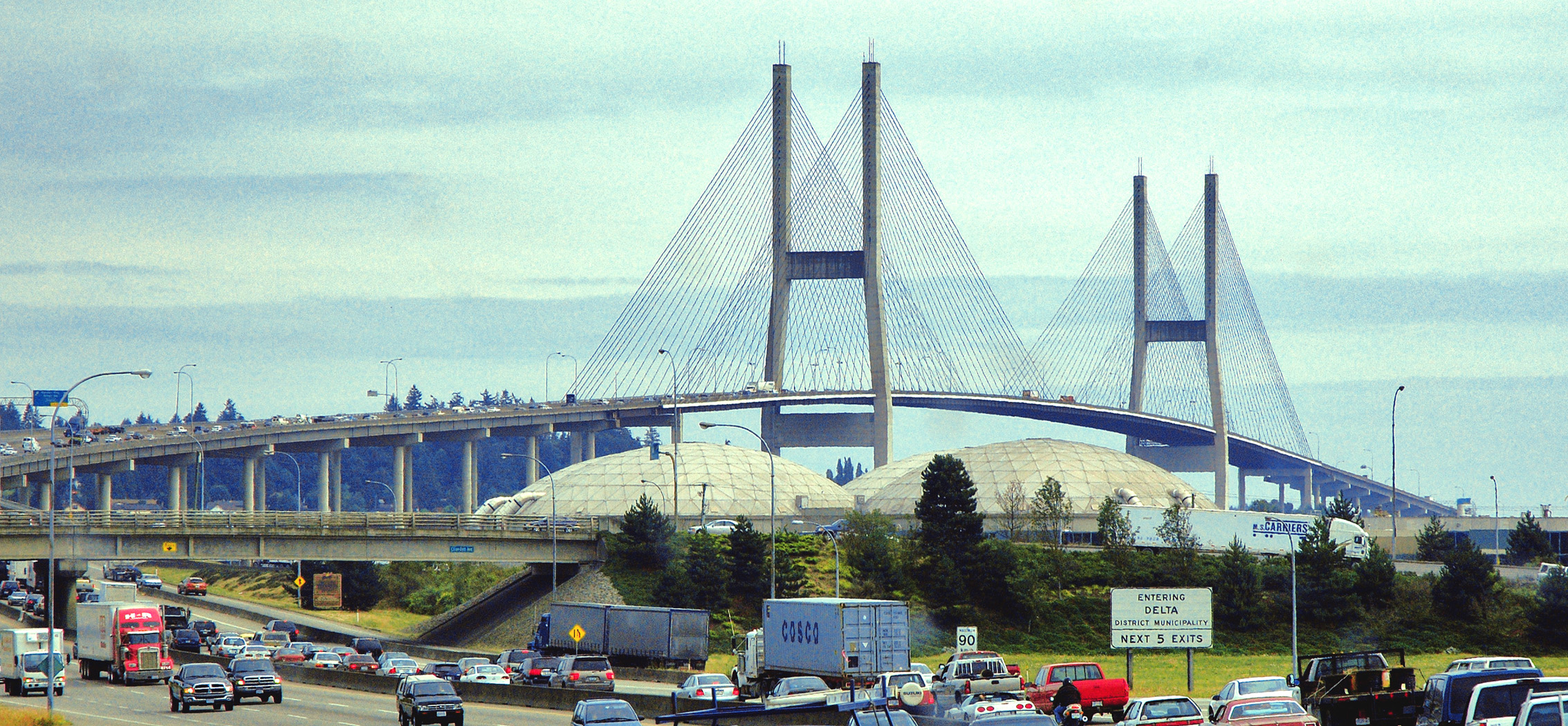
Alex Fraser Bridge, ostatni most na rzece Fraser w aglomeracji Vancouver, na pd.-wsch. od centrum miasta
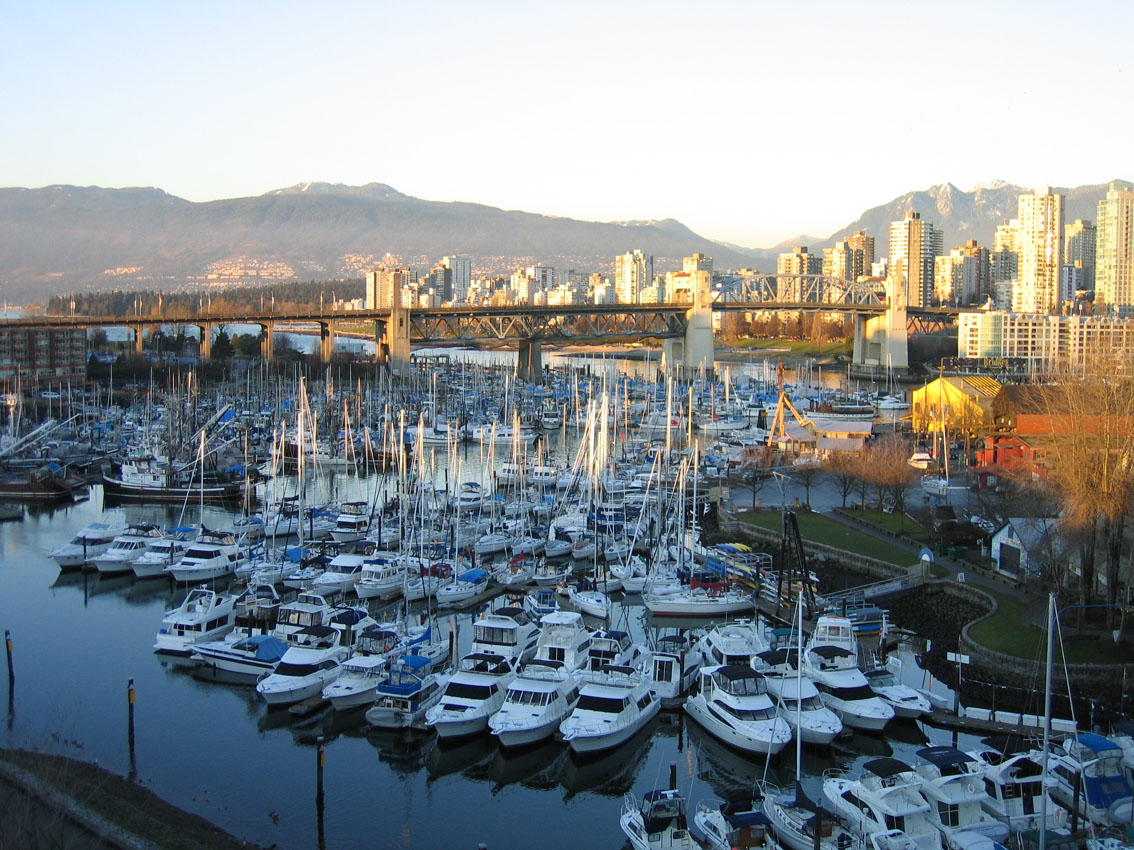
Widok w kierunku pn na zat. False Creek z mostem Burrard, centrum miasta i góry North Shore Mts.
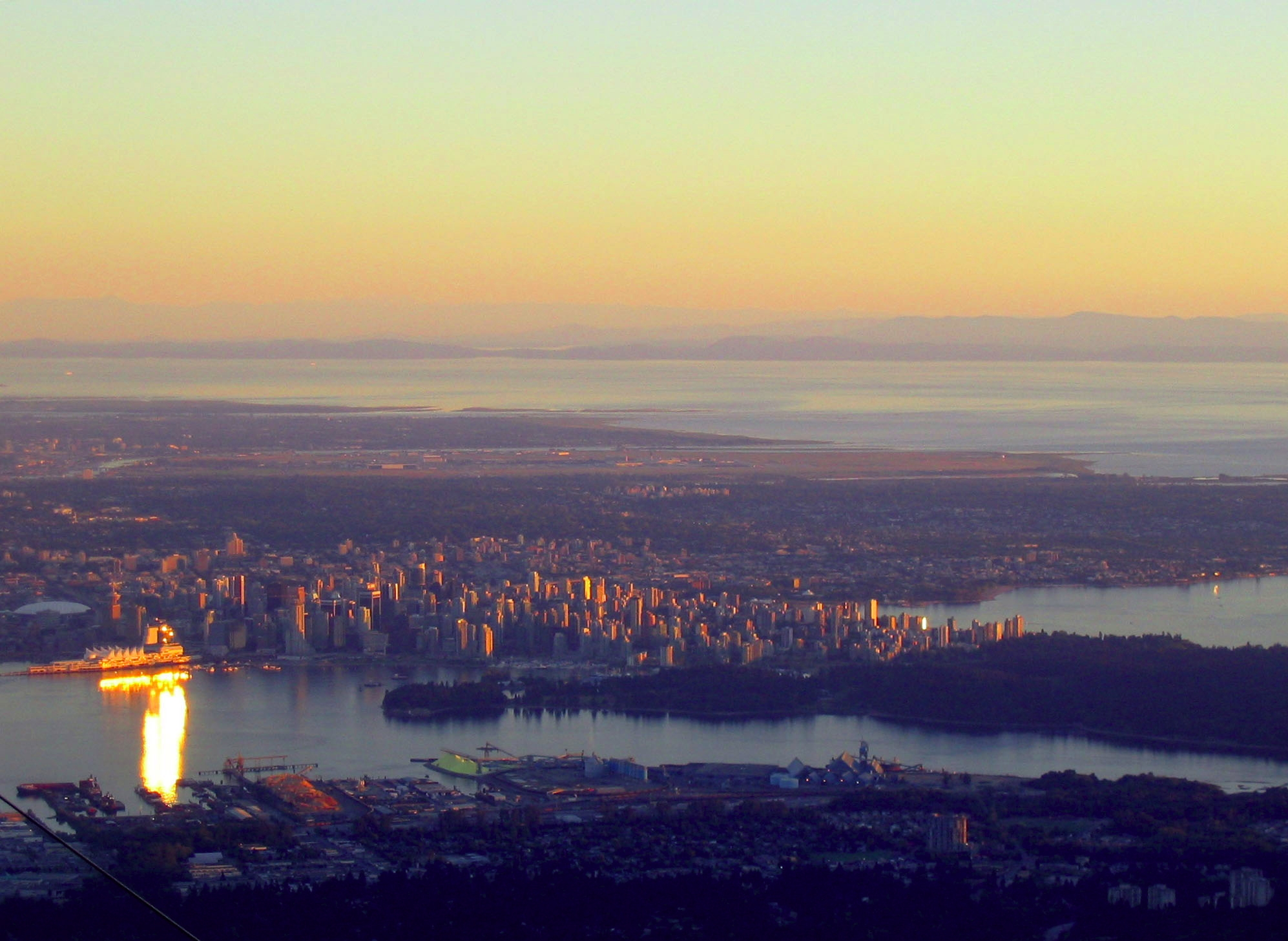
Panorama miasta od strony gór w kierunku pd, z cieśniną Georgia Strait i wyspą Vancouver w głębi
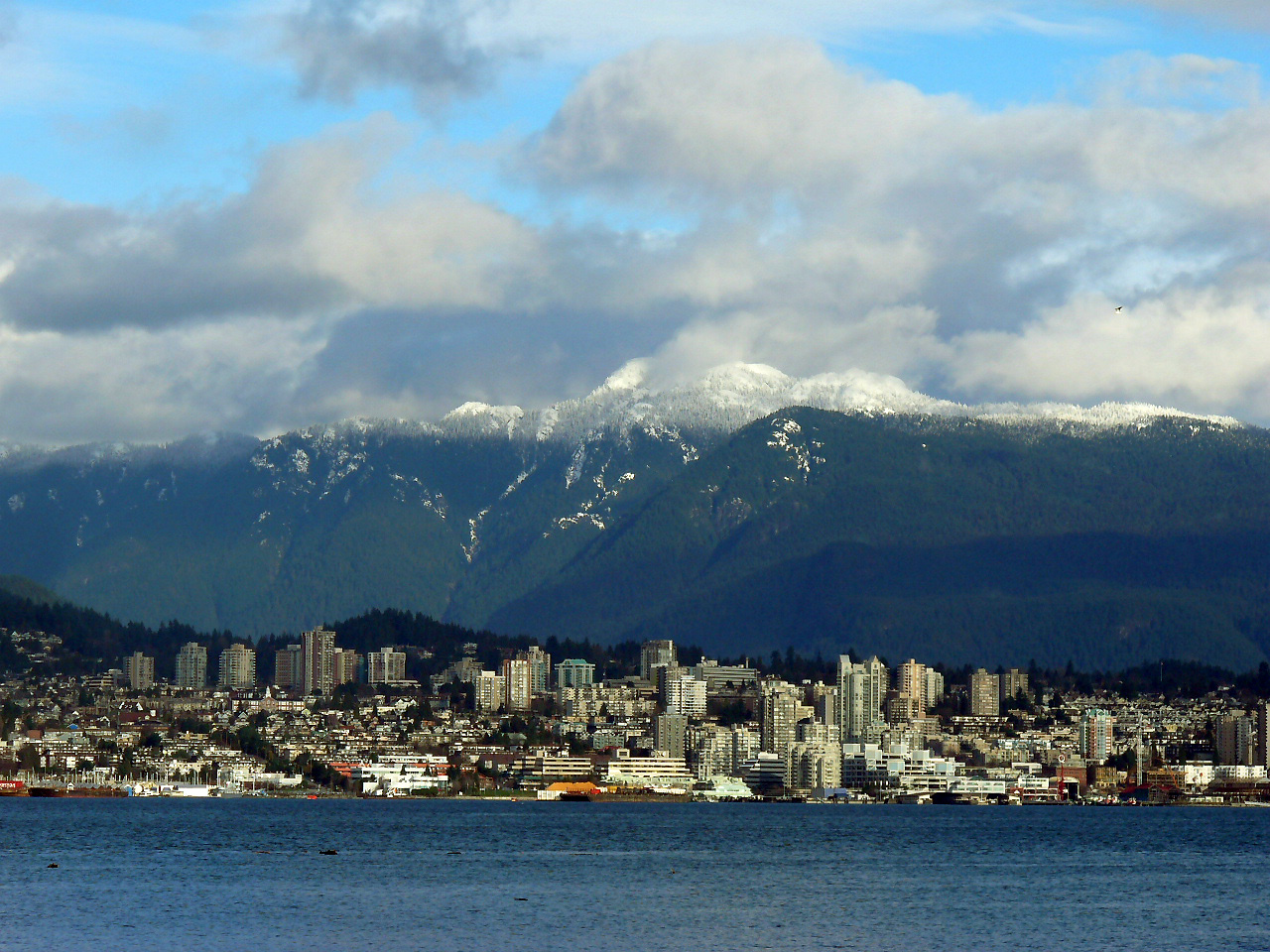
Miasto North Vancouver po pn stronie cieśniny Burrard Inlet, u stóp North Shore Mts.